# Happy Valley Racecourse
Die Pferderennbahn Happy Valley Racecourse (chinesisch 跑馬地馬場 / 跑马地马场, Pinyin Pǎomǎdì Mǎchǎng, Jyutping Paau1maa5dei6*2 Maa5coeng4) ist eine von zwei Pferderennbahnen in Hongkong. Die Rennbahn befindet sich im gleichnamigen Stadtteil Happy Valley, gelegen im Eastern District auf Hong Kong Island. Die Sportanlage ist von den Straßen Wong Nai Chung Road und Morrison Hill Road umschlossen. Der Veranstaltungsort ist für Zuschauer bis zu 55.000 Personen ausgelegt.

## Geschichte

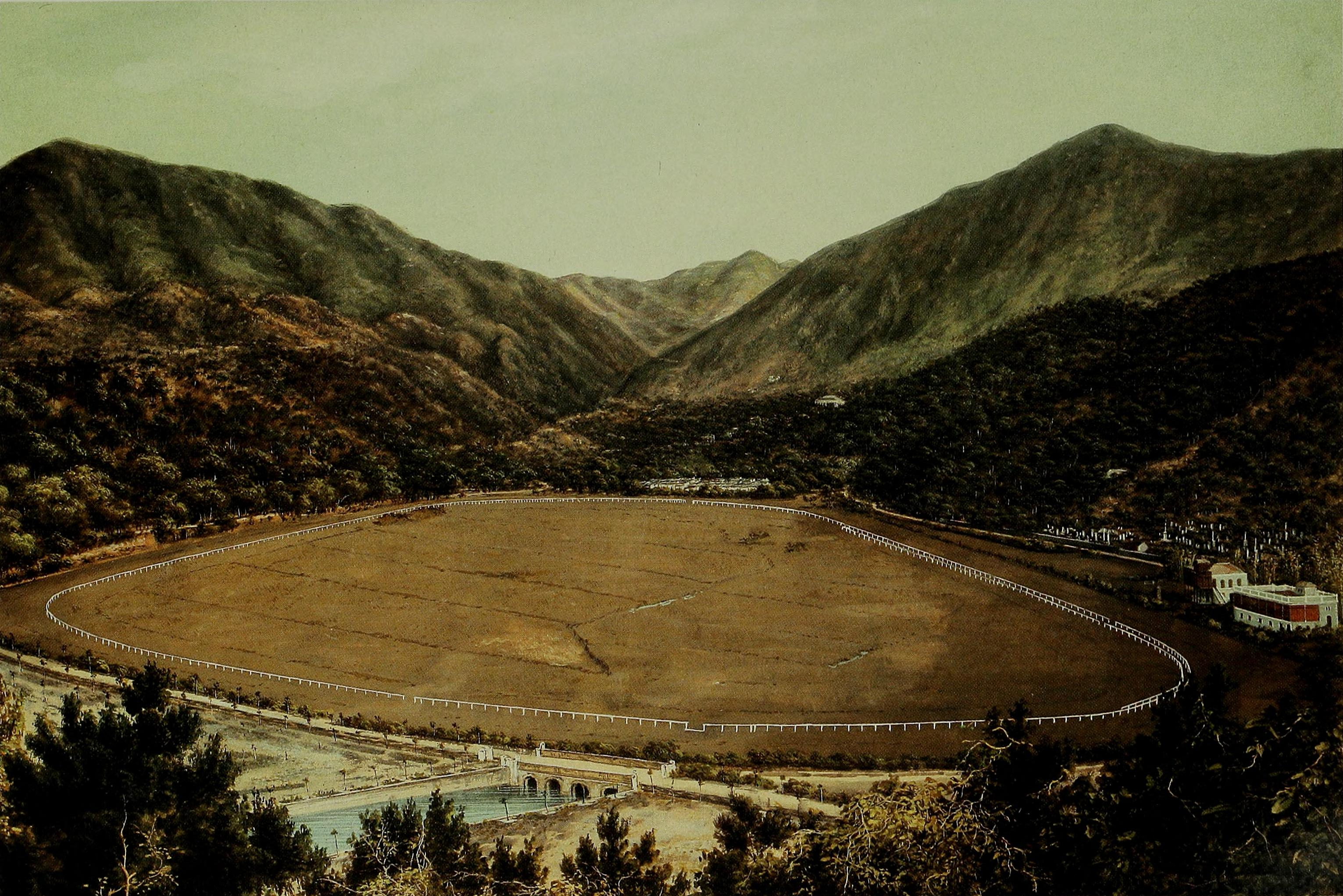
Happy Valley Racecourse, 1840

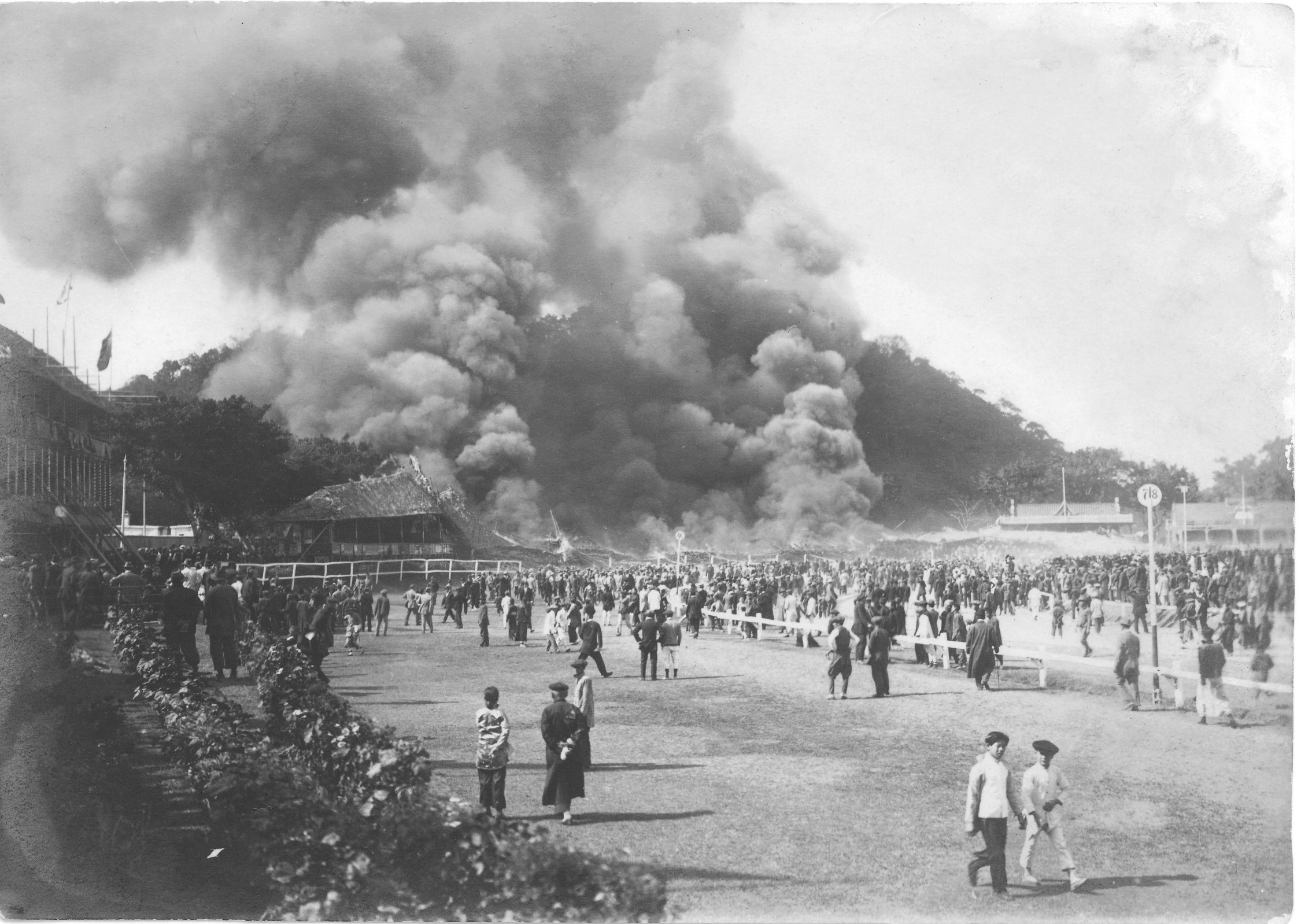
Das Brandunglück von 1918

Um den britischen Einwohnern Pferderennen bieten zu können, beschloss die damalige Kolonialregierung den Bau einer Pferderennbahn. Das Gebiet war zuvor Sumpfland, aber gleichzeitig auch die einzige flache Ebene, die geeignet war, um eine Pferderennbahn auf Hong Kong Island zu errichten. Um Platz für die Rennbahn zu schaffen, verbot man den umliegenden Dörfern den Anbau von Reis. Happy Valley Racecourse wurde 1845 erbaut; das erste Rennen fand im Dezember 1846 statt. Im Laufe der folgenden Jahre wurde das Pferderennen auch bei den chinesischen Bewohnern immer beliebter.
Am Nachmittag des 26. Februar 1918 brach eine vorübergehend errichtete Zuschauertribüne zusammen. Hunderte Menschen hielten sich zum Zeitpunkt des Unglücks auf der Tribune auf, als die aus Bambus errichtete Konstruktion nachgab. Beim Einsturz entflammten die Feuerstellen der dort aufgebauten Imbissstände den zum Bau verwendeten Bambus. Das Feuer griff rasch um sich, so dass bis zum Zeitpunkt, als das Feuer unter Kontrolle war, 614 Tote gezählt wurden.
Die Anlage wurde im Laufe der Jahre weiter ausgebaut, die letzte größere Erweiterung war im Jahr 1995.

## Infrastruktur
Die Pferderennbahn Happy Valley Racecourse ist eine von zwei Rennstrecken in Hongkong, die vom Hong Kong Jockey Club für Pferderennen betrieben wird, die zweite ist der Sha Tin Racecourse. Die Rennen finden während der Rennsaison, von September–Juli, zumeist regelmäßig am Mittwochabend statt, seltener auch am Wochenende. Die Veranstaltungen sind neben Clubmitgliedern auch für volljährige Besucher zugänglich. Der Veranstaltungsort ist ausgelegt für eine Besucheranzahl von ca. 55.000 Personen. Während der Rennsaison 2018/19 setzen 2,21 Millionen Besucher von Happy Valley und Sha Tin 124,8 Milliarden Hongkong-Dollar für Wetten ein.
Im Zentrum der Anlage befinden sich weitere Sport und Freizeitanlagen, unter anderem mehrere Fußball-, Rugby- oder Feldhockeyplätze.

## Das Hong Kong Jockey Club Archiv und Museum
Im zweiten Stock des Happy Valley Stands befindet sich das im Oktober 1996 eröffnete Hong Kong Jockey Club Archive und das Hong Kong Racing Museum. Das Museum umfasst auf über 6000 Quadratmeter vier Galerien, ein Kino und bietet verschiedene Möglichkeiten zum Kauf von Souvenirs.
Die Galerien beinhalten unter anderem die folgenden Ausstellungen:
- The Origin of Our Horses: Die Galerie zeigt den früheren Migrationsweg der Pferde aus dem nördlichen Teil Chinas nach Hongkong
- Shaping Sha Tin: Die Ausstellung widmet sich dem Bau des Sha Tin Racecourse
- Understanding Horses: Die Ausstellung vom Skelett des dreimaligen Siegerpferdes Silver Lining
- Thematische Ausstellungen: Die Geschichte des Jockey Clubs, ausgewählte gemeinnützige Organisationen und Gemeinschaftsprojekte, die vom Hong Kong Jockey Club Charities Trust unterstützt werden